# The Bottom Line

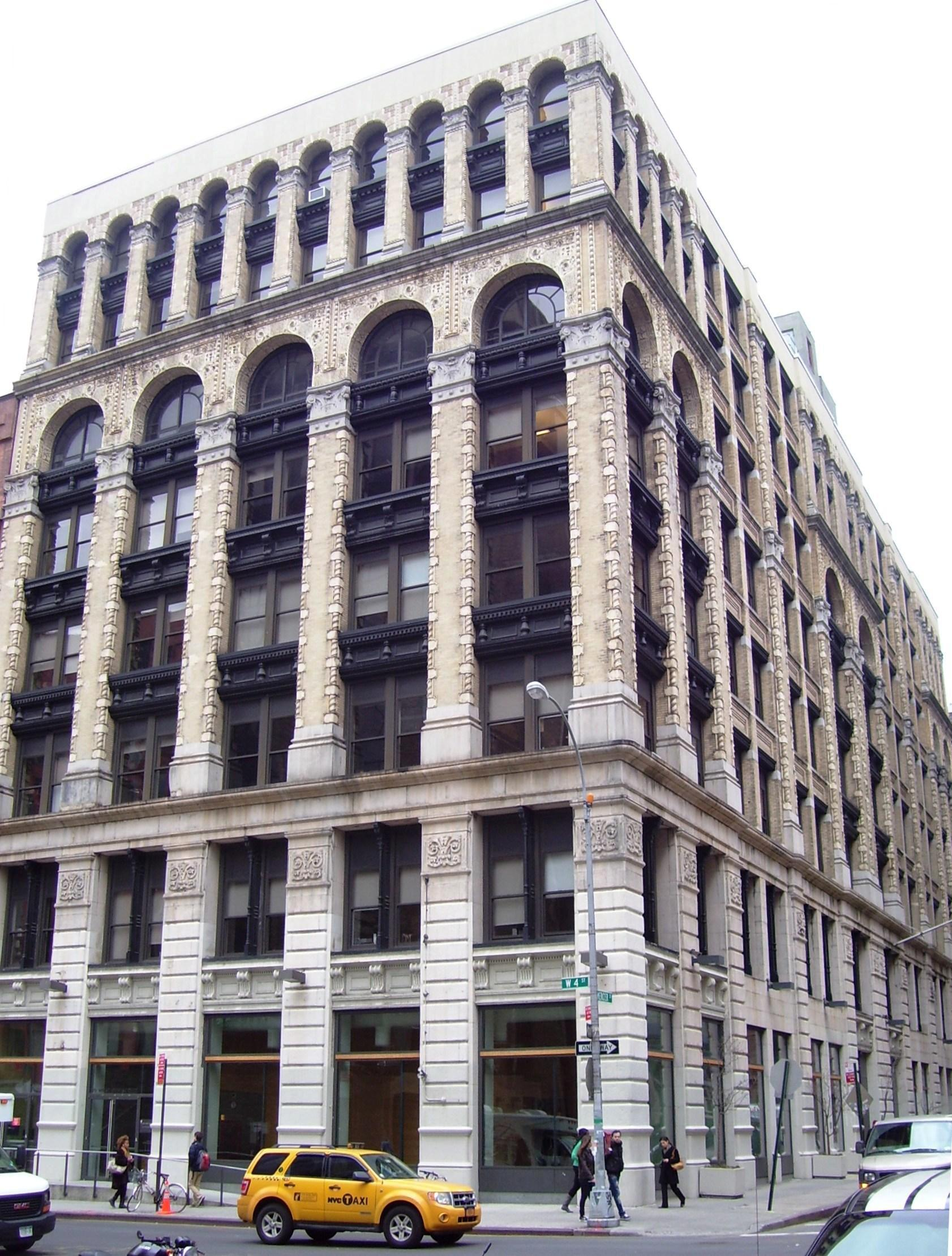
Das im Jahr 1900 errichtete Gebäude in der 15 West 4th Street, in dem sich der Club Bottom Line befand

Bottom Line war ein New Yorker Veranstaltungsort, der von 1974 bis 2004 bestand.

## Geschichte
Der im Februar 1974 von Allan Pepper und Stanley Snadowsky eröffnete Club Bottom Line befand sich in Manhattans Viertel Greenwich Village (15 West 4th Street); dort traten Rock-, Jazz-, Fusion-, Blues- und auch Folkmusiker und -bands auf, darunter Lou Reed (Live: Take No Prisoners, 1978), Little Feat, Tom Waits (mit der Schauspielerin Bette Midler als Besucherin im Publikum), Pete Seeger, Roger McGuinn, Patti Smith, Bruce Springsteen, Prince und Johnny Winter. Mitschnitte der Auftritte von Gato Barbieri (Chapter Four/Alive in New York (Impulse!), u. a. mit Howard Johnson und Ron Carter) sowie von Randy und Michael Brecker (The Bottom Line Archive, 1975), Blood, Sweat & Tears (Live at the Bottom Line, New York, 1977), George Duke, Gil Scott-Heron & Brian Jackson, Meat Loaf, Chuck Mangione, Yusef Lateef, Larry Coryell, Billy Cobham, Paul Winter, Gary Burton, Pat Metheny, Spyro Gyra, Tom Scott, Mingus Dynasty, Bob James, Betty Carter, Bill Bruford, Al Kooper und noch 1999 von Kazumi Watanabe erschienen auf Tonträger. Im Januar 2004 musste der Club schließen.
Das Gebäude ist inzwischen Teil der New York University.